# Алексєєвка (Унгенський район)
Алексє́євка (рум. Alexeevca) — село в Унгенському районі Молдови, адміністративний центр однойменної комуни, до складу якої також входять села Лідовка та Сегієнь. Розташоване у південно-східній частині району, за 23 км від районного центру — міста Унгенів та за 6 км від залізничної станції Пирлиці.

## Історія
Село засноване у 1890 році. За радянських часів було центром Алексєєвської сільської ради. У селі була розташована центральна садиба колгоспу «Завіти Леніна», який зокрема у 1979 році виробив валової продукції на 1,2 мільйона карбованців, реалізував продукції на 1,2 мільйона карбованців, у тому числі: на 560 тисяч карбованців — продукції тваринництва, на 366 тисяч карбованців — технічних культур, на 141 тисячу карбованців — зернових культур, на 70 тисяч карбованців — фруктів і винограду. Чистий дохід склав 24 тисячі карбованців, основні фонди — 3,2 мільйона карбованців. Колгосп обслуговувався технікою районного об'єднання з механізації та електрифікації виробництва. У господарстві було 15 вантажних автомобілів (на 1 січня 1980). В селі працювала ветеринарна дільниця.
Станом на початок 1980-х років в селі діяли восьмирічна школа, бібліотека, фельдшерсько-акушерський пункт, дитячі ясла-садок, магазини, відділення зв'язку.

## Пам'ятники
В селі встановлений пам'ятник радянським воїнам, що загинули у німецько-радянській війні.

## Населення
За даними перепису населення 2004 року у селі проживали 1027 осіб.
Національний склад населення села:
| Національність       | Кількість осіб | Відсоток |
| -------------------- | -------------- | -------- |
| молдавани            | 864            | 84,1 %   |
| українці             | 135            | 13,1 %   |
| росіяни              | 19             | 1,9 %    |
| гагаузи              | 5              | 0,5 %    |
| болгари              | 1              | 0,1 %    |
| інша / без відповіді | 3              | 0,3 %    |
| Всього               | 1027           | 100 %    |